# Передатна
Передáтна — вантажна залізнична станція 2-го класу  Запорізької дирекції Придніпровської залізниці на лінії Запоріжжя II — Пологи між станціями Запоріжжя II (7 км) та Ростуща (5 км). Розташована у Шевченківському районі, на східній околиці міста Запоріжжя.

## Історія
Станція відкрита 1904 року, одночасно з відкриттям регулярного руху поїздів на лінії Довгинцеве — Олександрівськ ІІ (нині — Запоріжжя II) — Пологи.
У 1995 році станція електрифікована постійним струмом (=3 кВ) в складі дільниць Запоріжжя I / Запоріжжя II — Ростуща. Після електрифікації даної дільниці був призначений приміський електропоїзд сполученням Запоріжжя II — Ростуща, який у листопаді 2011 року був скасований.

## Пасажирське сполучення
На станції Передатна до повномасштабного російського вторгнення в Україну зупинялися поїзди приміського сполучення:
| Рух поїздів по станції Передатна |                       |                          |
| №                                | Маршрут сполучення    | Періодичність курсування |
| 6841                             | Пологи — Запоріжжя II | Щоденно                  |
| 6844                             | Запоріжжя II — Пологи | Щоденно                  |
| 6849                             | Пологи — Запоріжжя II | Щоденно                  |
| 6852                             | Запоріжжя II — Пологи | Щоденно                  |

Наразі рух приміських поїздів даного напрямку тимчасово припинений.